# 水口町本綾野
水口町本綾野（みなくちちょうもとあやの）は、滋賀県甲賀市にある地名。

## 地理
甲賀市水口町の中央に位置し、東は水口町新町、南は水口町八坂・水口町綾野、西は水口町名坂、北は水口町名坂・水口町松尾に接する。東西に滋賀県道549号大野名坂線（旧国道1号線）が通じる。

## 歴史
もともと水口石橋（水口町本町）以西の地名は広く「美濃部」で、徳川家康に仕え江戸時代には旗本ともなる美濃部氏の本拠であった。綾野はその北部に広がる原野を指す小字であり、江戸時代の水口八景に「綾野の新雁」・「綾野の草花」と選ばれている。第二次世界大戦後の旧国道1号の開通を契機とした商業地域の立地、綾野小学校の開校による学区独立を期として、綾野は地域名称と使われるようになり、その北部が当地区である。

## 世帯数と人口
2019年（令和元年）10月31日現在の世帯数と人口は以下の通りである。
| 町丁         | 世帯数  | 人口  |
| ------------ | ------- | ----- |
| 水口町本綾野 | 147世帯 | 415人 |

## 学区
市立小・中学校に通う場合、学区は以下の通りとなる。
| 番・番地等 | 小学校             | 中学校             |
| ---------- | ------------------ | ------------------ |
| 全域       | 甲賀市立綾野小学校 | 甲賀市立水口中学校 |

## 交通
- 滋賀県道549号大野名坂線

## 施設
- アル・プラザ水口
- 水口アレックスシネマ
- 辻寅建設

## その他

### 日本郵便
- 郵便番号 : 528-0037[3]（集配局：水口郵便局[7]）